# Photographie low-key

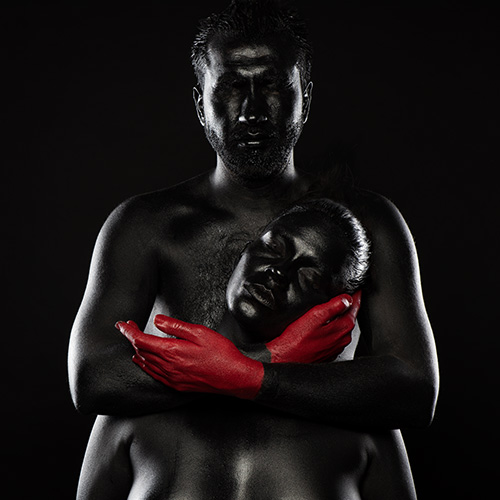
Exemple de photographie low-key

La photographie low-key (ou photographie discrète) est un genre de photographie consistant à photographier des scènes de couleur sombre en abaissant ou en atténuant la lumière frontale éclairant la scène (éclairage discret) et en mettant l'accent sur de la lumière naturelle ou artificielle uniquement sur des zones spécifiques du cadre. Ce style photographique est généralement utilisé pour créer une atmosphère mystérieuse, qui suggère uniquement diverses formes, souvent graphiques, permettant au spectateur de vivre la photographie à travers une interprétation subjective et implique souvent de peindre des objets ou le corps humain avec des colorants ou des pigments noirs non toxiques,.
La Renaissance et le Baroque, représentés par différents styles de peinture dont le sfumato et le clair-obscur utilisés par des artistes comme Léonard de Vinci et Rubens), le ténébrisme utilisé par des artistes comme Le Caravage, Rembrandt, José de Ribera, entre autres, ont produit des peintures dans lesquelles le noir prédominait sur la toile et la lumière provenait souvent d'une seule source dans le but de créer des scènes dramatiques.
Edward Weston, Yousuf Karsh et Irving Penn font partie des photographes expérimentés avec la technique du « noir sur noir »,.

## Étymologie
Selon le Online Etymology Dictionary, le terme « low-key » est apparu en 1895, un terme qui décrivait quelque chose de « discret » (relatif à un son calme ou à un ton musical profond). Mais selon le Random House Webster's Unabridged Dictionary, le terme est apparu entre 1890 et 1895. Cependant, la première utilisation (connue) du terme remonte à 1830 dans le Génie de la Liberté.
L'« éclairage Rembrandt » (ou « lumière rembrandtienne ») est un terme principalement corrélé à  la photographie de portrait discrète qui utilise une source de lumière et un réflecteur, ou deux sources de lumière (une lumière principale et une lumière d'appoint de très faible intensité). Le terme doit son nom au style d'éclairage de visages dans la plupart des autoportraits de Rembrandt, mais aussi dans d'autres œuvres, comme le Portrait d'un vieil homme en rouge (1652-1654), dominé par le ténébrisme,.

## Histoire
Les peintres de la Renaissance et du Baroque ont souvent utilisé les modes de peinture sfumato, clair-obscur et plus tard ténébrisme non seulement pour donner une impression tridimensionnelle dans leurs peintures, mais aussi pour créer une atmosphère dramatique,.
Après le déclin de la popularité du mouvement pictorialiste, le nouveau style de modernisme photographique est devenu à la mode et l'intérêt du public s'est déplacé vers des images plus précises. Edward Steichen, Imogen Cunningham et Edward Weston furent parmi les premiers photographes considérés comme des pionniers de la photographie low-key. Le portrait de JP Morgan par Steichen (1903), Pastoral – Moonlight (1907), publié dans Camera Work No. 20, Cunningham's Succulent (1920) et Weston's Pepper No. 30 (1930) sont considérés comme les premières photographies discrètes,.
En art, le noir a reconquis une partie du territoire qu’il avait perdu au cours du XIXe siècle. Le peintre russe Kasimir Malevitch, un membre du mouvement suprématiste, a créé le Carré noir en 1915, qui est largement considéré comme la première peinture purement abstraite. Il a écrit : « L'œuvre peinte n'est plus seulement l'imitation de la réalité, elle est cette réalité même... Elle n'est pas une démonstration d'habileté, mais la matérialisation d'une idée. »

### Peinture

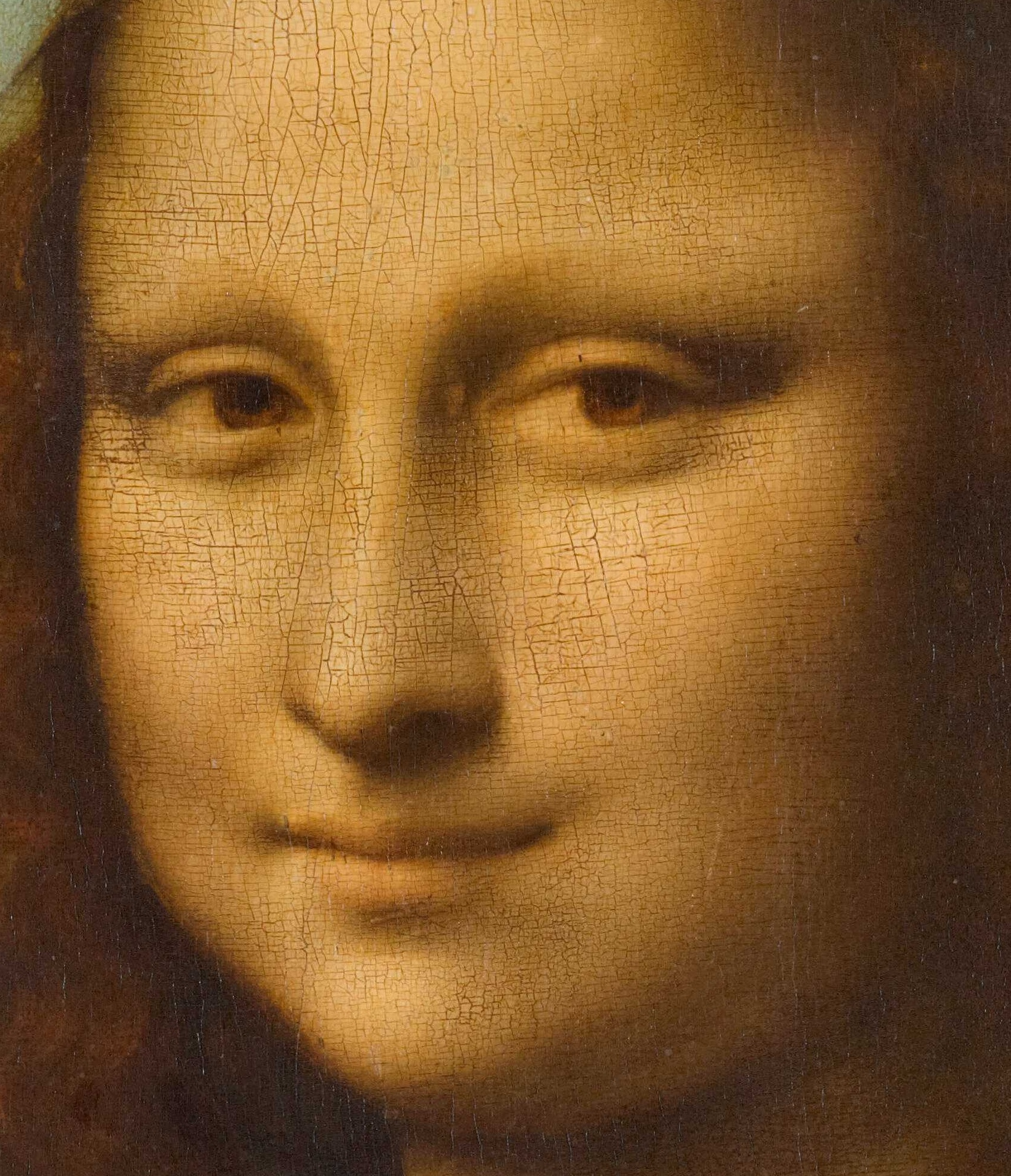
Détail du visage de la Joconde de Léonard de Vinci montrant l'utilisation du sfumato, particulièrement dans l'ombrage autour des yeux

L'antagonisme entre la lumière et l'ombre est un principe de base d'une image visuelle, et ce, quelle que soit sa nature,. Léonard de Vinci a été le pionnier de la technique du sfumato afin de pouvoir adoucir la transition entre les zones claires et les zones plus sombres dans certaines de ses peintures. Dans ses notes, à propos de la peinture, il souligne que la lumière et l'ombre doivent s'entremêler : « sans lignes ni frontières, à la manière de la fumée ou au-delà du plan de focalisation »,. Le sfumato implique généralement l'utilisation de nombreuses couches translucides pour créer un spectre de tons progressif du foncé au clair, éliminant ainsi les contours nets non voulus. La technique est notamment mise en avant dans la Joconde (1503-1506, musée du Louvre, Paris),,.

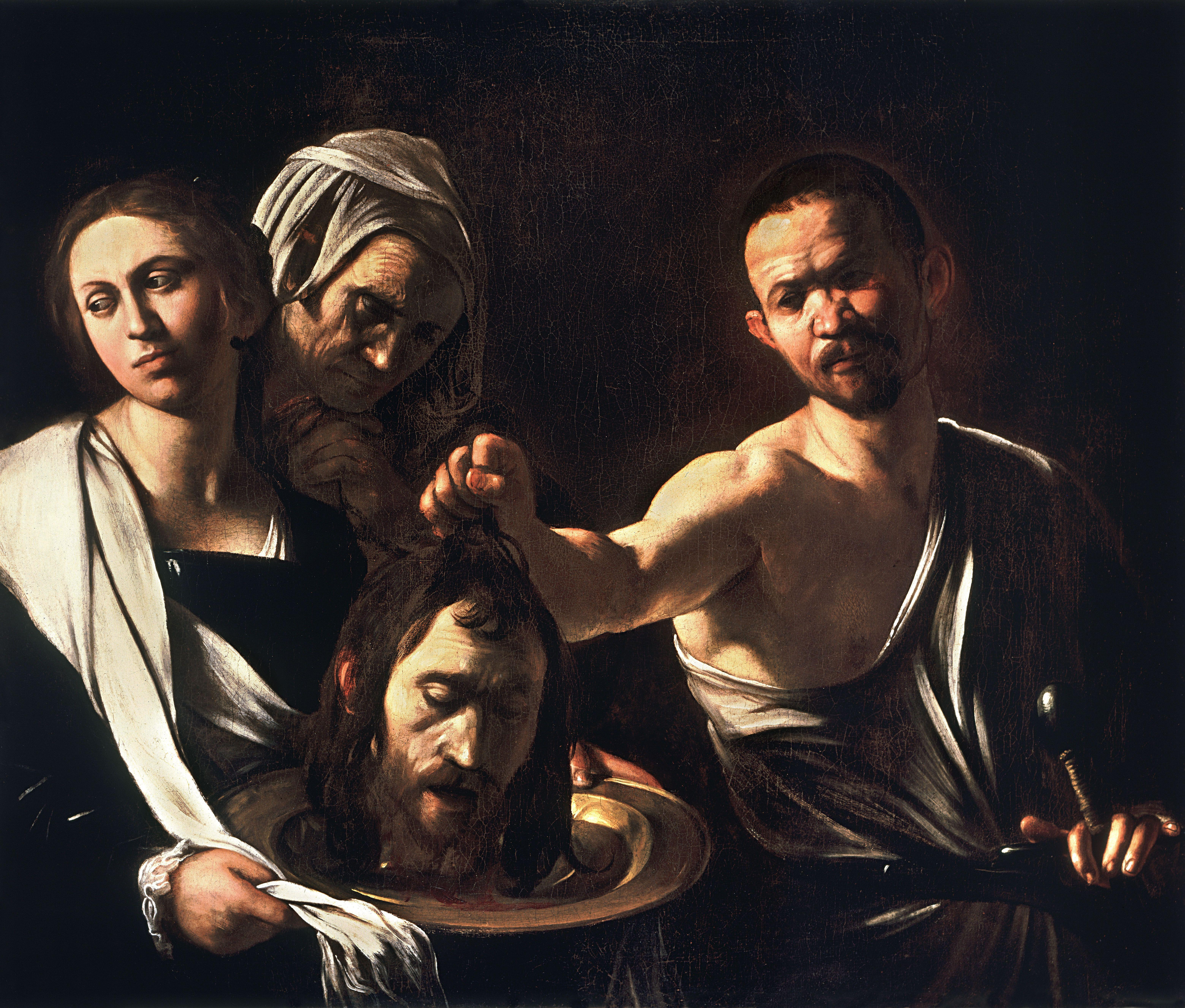
Salomé avec la tête de Jean-Baptiste, Caravage, v. 1607/1610

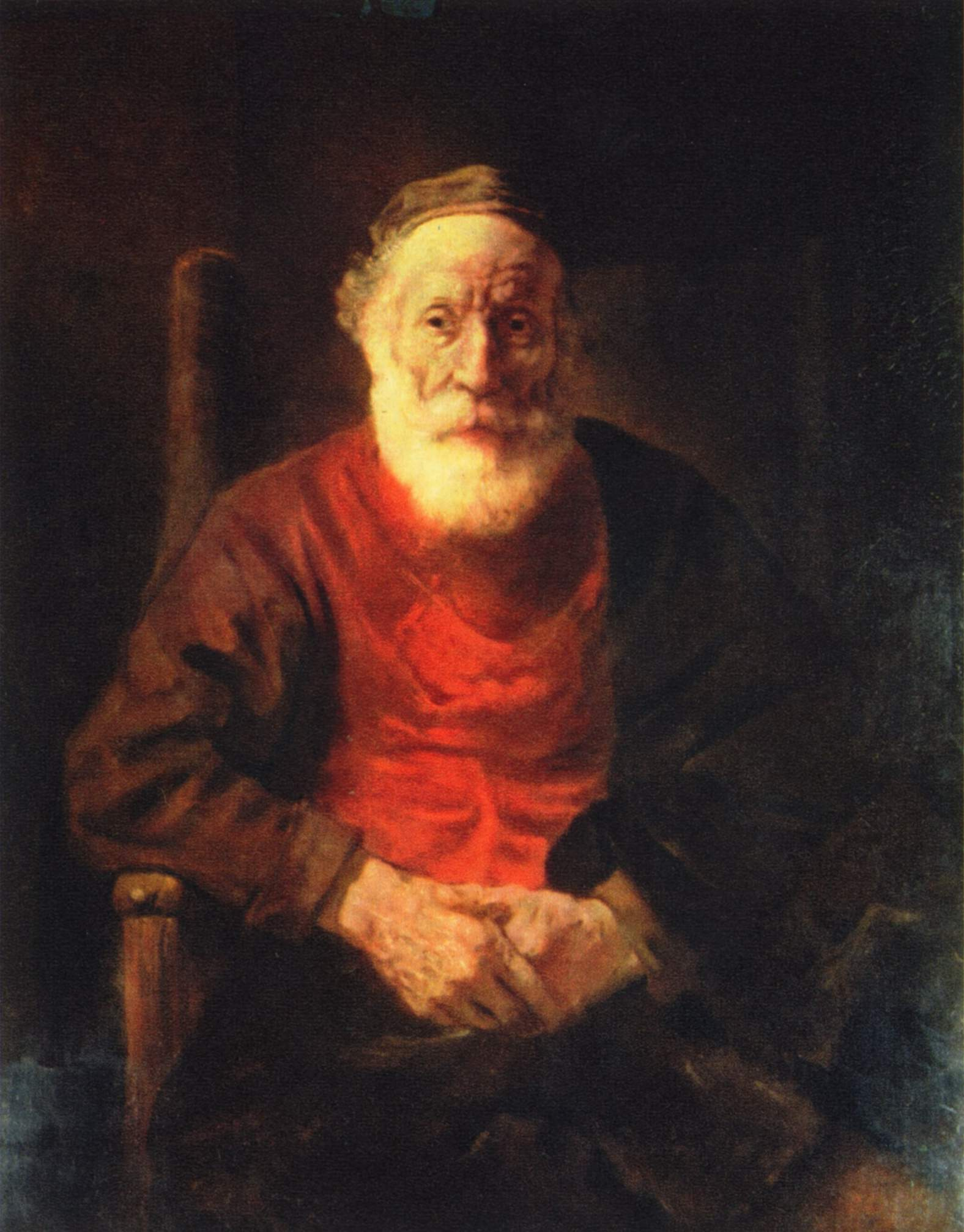
Un vieil homme en rouge, Rembrandt, 1654

D'un autre côté, le clair-obscur, une autre technique de peinture à l'huile, utilise des contrastes tonaux forts entre la lumière et l'obscurité pour modéliser des formes tridimensionnelles, souvent avec un effet dramatique. La première utilisation d'ombres tridimensionnelles claires-obscures – connues sous le nom de « skiagraphia » ou « peinture d'ombres » dans la Grèce antique – est traditionnellement attribuée au peintre athénien du Ve siècle av. J.-C., Apollodore (dans De Gloria Atheniensum, Plutarque).
Léonard de Vinci, au travers de la Vierge aux rochers (1483-1486, Louvre, Paris), a influencé l'utilisation du clair-obscur pour créer une illusion de profondeur ; cependant, le terme est plus souvent associé aux œuvres créées dans le maniérisme et le baroque. À la Renaissance, la technique devient indispensable pour tous les peintres « religieux » qui suivirent les visions de Brigitte de Suède, qui a affirmé avoir vu la lumière du Christ. Dans les peintures représentant des scènes religieuses, les artistes de la Renaissance ont réattribuer cette lumière sacrée en tant que source d'éclairage prédominante et en s'appuyant amplement sur la technique du clair-obscur. Cette approche compositionnelle a été largement utilisée dans La Cène du Tintoret (1592-1594). Si le clair-obscur religieux de la Renaissance servait à créer des scènes calmes et tranquilles, des peintres comme le Caravage, Baglione, Véronèse et Georges de La Tour avaient quant à eux tendance à utiliser ce style dans la recherche d'un effet dramatique,.
Dans le baroque, la peinture se reposait fortement sur l'utilisation des ombres pour leur effet dramatique. Le Caravage a atteint son apogée dans la peinture dramatique avec sa méthode appelée ténébrisme – une technique qui s'est répandue en Europe sous le nom de caravagisme. Les œuvres d'Adam Elsheimer marquent un tournant entre le clair-obscur et le ténébrisme.
Au premier coup d'œil, une peinture ténébriste pourrait beaucoup beaucoup à celles utilisant de puissants effets de clair-obscur. Mais il existe cependant une différence entre les deux styles : le clair-obscur est une technique d'ombrage utilisée notamment pour donner une illusion de volume aux objets, alors que le ténébrisme est une technique de composition utilisant des ombres très sombres, dans laquelle certaines zones de la peinture sont préservées de manière sombre (parfois noir), permettant alors d'éclairer fortement seulement une ou deux zones d'intérêt et en même temps, la transition du clair au foncé n’est pas progressive. Le style a été utilisé pour un effet purement dramatique et il n'y avait aucune tentative de créer une illusion de tridimensionnalité,.
Ce style a été victime de nombreuses critiques négatives dans le Baroque, les critiques accusant les artistes d'utiliser cette méthode afin de « cacher » les erreurs dans les peintures. Premièrement, les œuvres du Caravage ont été visées : elles abordaient le nouveau style artistique de la manière la plus radicale. Tout comme Rembrandt qui fut également accusé de cacher ses défauts dans ses peintures avec des ombres,.
Le ténébrisme donne à l'obscurité une valeur positive, créant de ce fait une nouvelle esthétique. Les ténèbres équivalaient à la lumière, car elles conditionnaient la gloire et la majesté de cette dernière. Les symboles de la lumière et des ténèbres ont été exprimés dans les œuvres du Tintoret, du Caravage, de Georges de La Tour et de Rembrandt,.

### Photographie

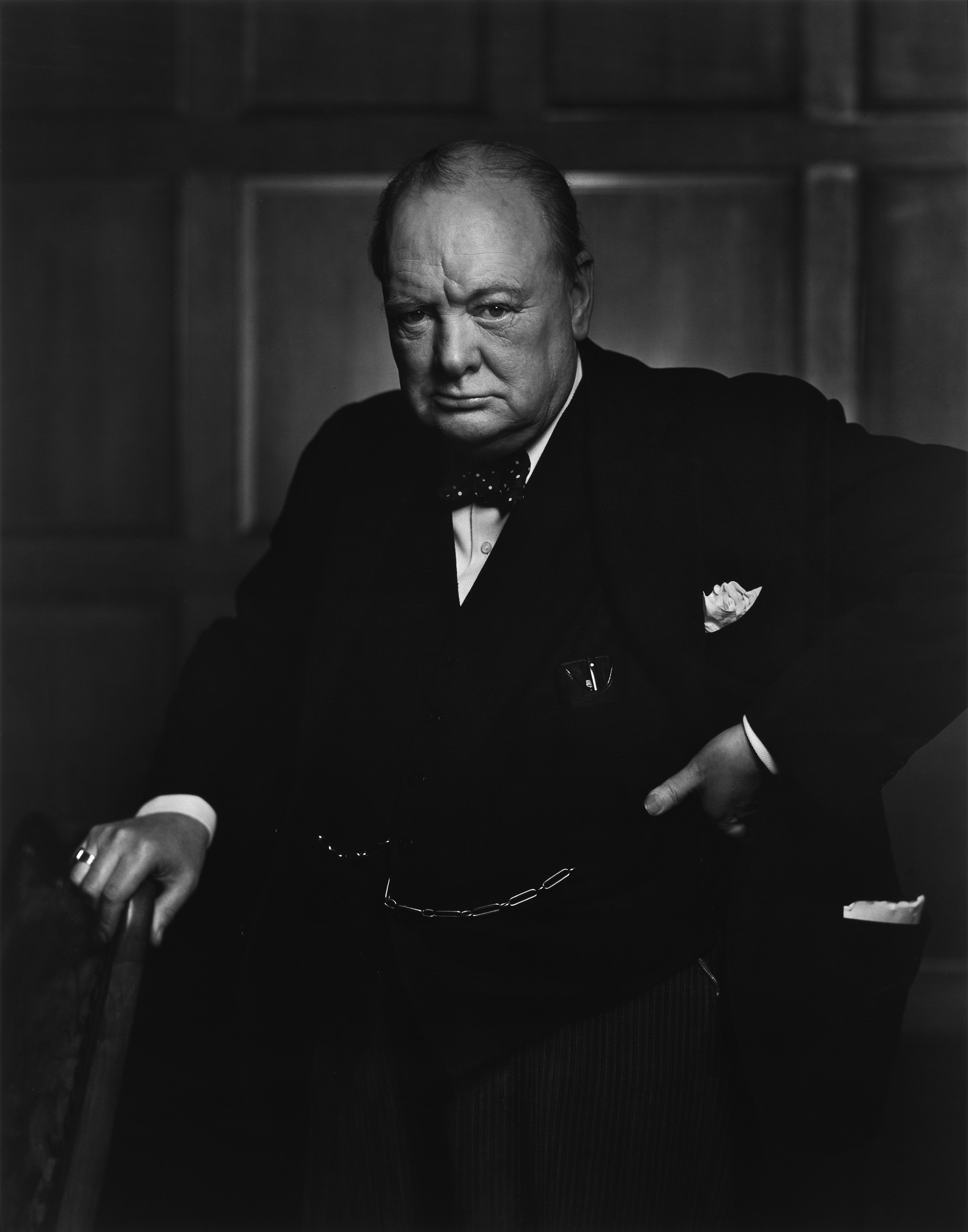
Karsh, Le Lion rugissant, 1941

Dans la photographie de l'un des portraitistes les plus éminents, le Canadien Yousuf Karsh (1908-2002), la lumière ne fait que dessiner le visage ; elle permet de le mettre en valeur de manière plus ou moins intense, mais d'un point de vue artistique, la lumière joue dans la scène un rôle secondaire à côté du sujet principal. Ses portraits comportent de grandes zones noires et le sujet apparaît comme une tache dans ce néant achromatique. Rien n'égale la mise en valeur des zones du visage de ses sujets, ce qui confère à ses portraits une aura presque mystique.
Ainsi, dans le portrait de Winston Churchill, qui selon The Economist est le « portrait le plus reproduit de l'histoire de la photographie » et a été décrit comme l'un des « portraits les plus emblématiques jamais réalisés », seul son visage est mis en valeur, sa tête quant à elle est soulignée par une autre source de très faible lumière, venant de l'arrière. Dans le portrait de Jean Sibelius, la lumière est encore plus réduite, la moitié du visage étant dans la pénombre. Dans celui d'Helen Keller avec Polly Thompson, les deux sujets sont vêtus de noir et le fond est lui aussi entièrement noir, la photographie donne donc une impression de détachement, de dissolution ; Jasper Johns semble émerger d'un océan noir ; le portrait de l'écrivain français François Mauriac n'est profilé que de demi-profil, seule une ligne presque abstraite apparaît sur le fond noir,,.
Le fort contraste entre le noir et le blanc et l'utilisation de ce contraste pour surmonter les portraits classiques sont caractéristiques de tous ces portraits, créant ainsi une atmosphère dramatique, énigmatique et mystique, en utilisant abondamment ce que l'on appelle le "noir actif". Yousuf Karsh est considéré comme l'un des artistes contemporains qui adoptent le style de la photographie low-key de la manière la plus efficace,,. Il a été qualifié de « l'un des plus grands photographes portraitistes du XXe siècle » par le magazine Time.
D'autres exemples notables traitant de la photographie aux teintes noires incluent Blind de Paul Strand (1916), où le sujet est délibérément ombragé afin de créer une atmosphère sombre de et où le panneau « Blind » est allumé ; Mont Moran d'Ansel Adams Mt Moran, parc national de Teton, la lumière naturelle tombe uniquement sur le sommet de la montagne, tandis que le reste de la photo est un mélange de tons gris foncé ; certaines photographies d'Edward Weston illustrent également le style low-key, comme Nautilus (1930), Pepper No. 30 (1930), Cabbage Leaf (1931) ; Filles de joie, Quartier Italie de Brassaï (1932) ; Nehru annonce la mort de Gandhi Bresson (1948). En 1944, Robert Capa photographie Picasso sous une lumière naturelle ne mettant alors en valeur que la moitié droite de son visage, laissant la gauche dans l'ombre,.
Irving Penn (1917-2009) a pris plusieurs photographies low-key du trompettiste et compositeur de jazz américain Miles Davis.
Parmi les photographes postmodernistes, l'Australien Bill Henson photographie en low-key des nus controversés. Elad David travaille principalement avec des nus masculins et dans certains d'entre eux seuls les bustes – pas de tête – de jeunes hommes sont mis en valeur. Laissant tout le reste dans le noir le plus profond,. Un autre artiste qui a créé une série de photos discrètes exposées dans de nombreuses expositions à travers le monde est le photographe finlandais Juha Arvid Helminen. Il a nommé sa série L'Empire invisible et fait référence au bouclier qu'offre la couleur noire, comme un masque entre qui nous sommes vraiment et la manière dont la société nous perçoit.

## Technique

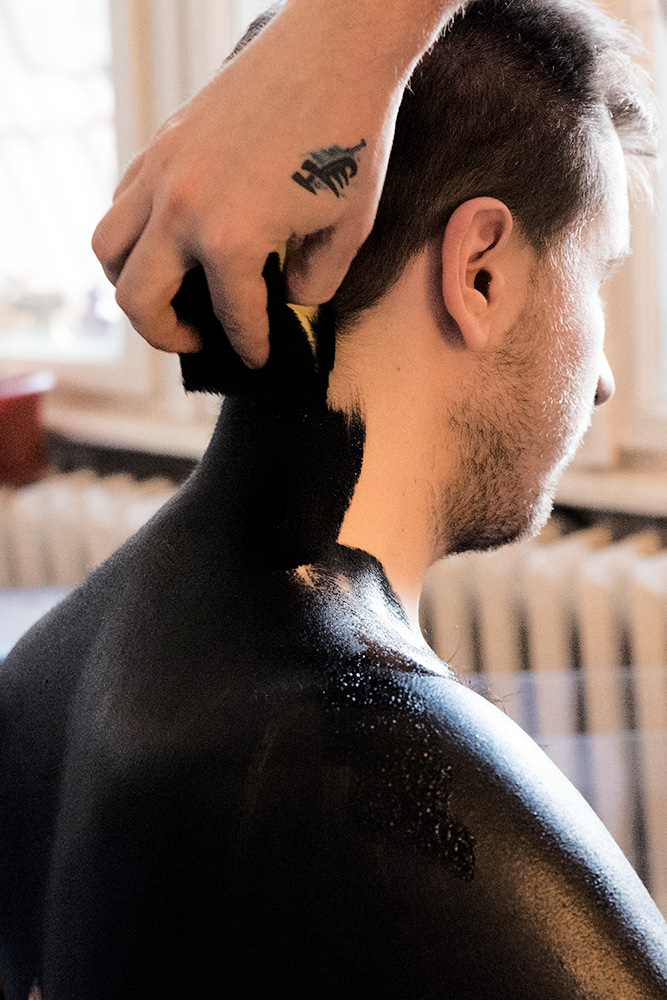
Un sujet peint avec de la peinture acrylique noire mélangée à de la crème pour le corps

Prendre des photos low-key est possible dans des pièces sombres où la lumière ne pénètre que par une petite fenêtre ou alors illuminé une seule lumière douce unidirectionnelle, mais les meilleurs résultats sont obtenus en utilisant des lumières artificielles de studio. Parfois, une seule source de lumière dirigée suffit. Habituellement, des sources bien dirigées sont utilisées pour obtenir l’effet souhaité, car une source lumineuse de grande taille pourrait réduire considérablement le résultat souhaité. Une attention particulière est portée à ce qu'il y ait suffisamment de détails neutres qui seront invariablement laissés dans l'ombre. Ce type d’éclairage est également connu sous le nom de lumière rembrandtienne,.
Il existe différents défis techniques en fonction du sujet, à la fois de ce que le photographe souhaite mettre en valeur ou du nombre de sujets souhaités dans le cadre. De ce fait, pour photographier une seule personne et, par exemple, le photographe souhaitant mettre en valeur seulement la moitié du visage du sujet, il utilisera généralement une seule source de lumière placée latéralement, à une certaine distance et un certain angle par rapport au sujet, et éventuellement une fusion. Expérimenter avec des intensités lumineuses différentes est effectué jusqu'à ce que l'effet souhaité soit obtenu. Pour photographier deux personnes ou une scène statique, deux, voire trois sources de lumière (une ou deux pour le contour et un éclairage d'appoint de très faible intensité) sont généralement utilisées,. Le fond reste sombre (idéalement complètement noir), ainsi qu’une partie du visage qui restera dans l’ombre.
La puissance relative de l'éclairage principal et de l'éclairage d'appoint, connue sous le nom de rapport d'éclairage, peut être mesurée à l'aide d'un photomètre. La technique low-key a un rapport de lumière plus élevé, par exemple 8:1, tandis que la technique high-key a un rapport plus faible, autour de 1:1. Selon le photographe Gavin Hoey "la première attention aux détails doit être l'arrière-plan. Il est préférable de le garder noir ou gris foncé... et à partir de là, il s'agit d'improviser pour obtenir la photo parfaite que vous avez en tête" Lights Talking conseille de choisir et de maintenir l'ISO le plus bas (100, 64 ou même 32) pour obtenir des photos sans bruit.

### Peindre le corps humain en noir
Contrairement au tatouage et à d'autres formes d'art corporel, la peinture corporelle est temporaire, peinte sur la peau humaine et peut durer plusieurs heures ou plusieurs semaines (dans le cas du mehndi ou des « tatouages au henné », approximativement deux semaines).
Peindre le corps humain en noir est également utilisé dans la photographie low-key en utilisant des colorants ou des pigments non toxiques afin d'assombrir et d'améliorer autant que possible la couleur des sujets photographiés et d'obtenir les effets souhaités. Pour obtenir l'effet de réflexion de la lumière qui crée un contour blanc du corps peint, ainsi qu'un contraste élevé entre le noir et le blanc, divers colorants sont alors mélangés à des crèmes pour le corps et utilisés. Il s'agit généralement de henné, de détrempe ou de peinture acrylique. Le latex liquide, composé de latex naturel et de colorants, est également utilisé avec prudence pour laisser la peau respirer,.
La peinture acrylique peut être appliquée sur le corps avec de simples pinceaux ou aérographes. C'est l'une des techniques les plus utilisées car elle sèche très rapidement, apporte de l'élasticité et ne tache pas, car c'est un colorant soluble dans l'eau.

## Galerie
|                                                                               |
| Photographie low-key basique réalisée à l'aide d'une seule source de lumière. |

|                                                        |
| Portrait low-key utilisant une seule source de lumière |

|                                                                     |
| Photographie low-key créée en utilisant une seule source de lumière |

|                                                                      |
| Photographie low-key combinée avec du rouge, deux sources de lumière |

|                                                                               |
| Photographie low-key créée en utilisant deux sources de lumière; corps peints |

|                                                                 |
| Photographie low-key créée en utilisant de la lumière naturelle |

|                                                                 |
| Photographie low-key créée en utilisant de la lumière naturelle |

|                      |
| Photographie low-key |

## Voir également
- Théâtre de lumière noire